# 甘祠森
甘祠森（1914年8月17日—1982年12月9日），原名甘永柏，男，祖籍湖北公安，生于四川万县，中国经济学家、作家、政治活动家，中国国民党革命委员会中央委员会原副主席。

## 生平
甘祠森早年就读于万县第一高小、四川省立第四师范学校。他自幼喜好文学，曾在众多文艺杂志上发表过诗文。1930年考取复旦大学国文系，不过因伪造文凭而被开除。同年考取中国公学大学部预科，毕业后升入大学部英语系。1932年中国公学毁于日军炮火，他又考入了杭州之江大学英语系。后回到上海，考入国立上海商学院银行系。1935年毕业后留校任教，并兼任中国国际贸易协会编辑。1936年他前往重庆，在民生公司任职，先后任经济研究室研究员、航业部会计副主任、供应部副主任。1938年由民生公司派往金城银行任职。同时他还在重庆众多学校兼职任教，1945年起担任重庆大学商学院专任教授。期间，他还参与组织了三民主义同志联合会（民联），并加入了中国民主革命同盟、中国民主建国会。
中华人民共和国成立后，他作民联代表出席中国国民党民主派代表会议，会后当选中国国民党革命委员会中央候补委员。1949年12月，出任政务院人民监察委员会（后改为中华人民共和国监察部）第二厅厅长，此后又任司长、部长助理，直至1959年监察部撤销为止。
甘祠森还是第三届民革中央委员、第四届民革中央常委兼副秘书长、第五届民革中央副主席兼秘书长，第三届全国人大代表，第二、三届全国政协委员，第五届全国政协常委兼副秘书长。1982年12月9日因心脏病发在北京逝世，享年69岁。